# 朝日新聞出版
株式会社朝日新聞出版（あさひしんぶんしゅっぱん、Asahi Shimbun Publications Inc.）は、日本の出版社。朝日新聞社の子会社。

## 概要
2008年4月1日に朝日新聞社の出版本部（2002年8月31日までは朝日新聞社出版局）が分社化し、創業した。初代社長は当時の朝日新聞社出版本部長で元『AERA』編集長の宇留間和基。本社所在地は旧朝日新聞社出版本部・出版局と同じく、東京都中央区築地五丁目の朝日新聞東京本社内にある。
企業ロゴマークは、従来からの朝日新聞のロゴ・社章は使わず、ローマ字の「ASAHI」を前面に押し出したものである。アートディレクター戸田正寿のデザイン。
朝日新聞社出版本部・出版局時代は赤字続きで不採算部門とされ、それが分社化のきっかけとなったが、独立後は大きく業績を伸ばし、黒字を続けている。リアル書店最大手の紀伊國屋書店での出版社別売上ランキングで、分社化直前の2007年は23位だったが、年々、各社を抜いて順位を上げ、2023年にはベストテン入りし10位となった。
日本で最も長い歴史を持つ総合週刊誌『週刊朝日』と1988年創刊の『AERA』という週刊誌2誌を発行していたが、『週刊朝日』は2023年5月末（6月9日号）で休刊した。
著名な写真家を数多く輩出し、「写真界の芥川賞」と呼ばれる木村伊兵衛写真賞を朝日新聞社とともに主催、事務局機能を担っている。
新聞社の出版部門が分離・独立してできた出版社に毎日新聞出版、産経新聞出版、日経BPがある。
1962年設立の朝日出版社とは無関係である。

## 出版物、ベストセラー
従来朝日新聞社が発行する朝日新聞、朝日新聞縮刷版、『論座』（2008年9月1日発売の10月号にて休刊）以外の刊行物の編集・販売等の出版機能を全て継承した。縮刷版は販売機能のみ請け負う。
2007年9月末に解散した朝日ソノラマの出版物・事業・商標・債務も、朝日新聞社が継承し、その後、朝日新聞出版設立に伴い、同社が引き継いだ。
各出版物は全国の主要な書店のほか、朝日新聞傘下の出版社であることから、朝日新聞販売所「ASA」での購入・取り寄せも可能である。
吉田修一の小説『悪人』は朝日新聞連載後、2007年に書籍化され、2010年に200万部を超えた。第61回毎日出版文化賞と第34回大佛次郎賞をダブル受賞した。さらに2010年、李相日監督によって映画化され、全国東宝系列で公開。モントリオール世界映画祭ワールド・コンベンション部門にも正式出品され、深津絵里が最優秀女優賞を受賞。
2012年に発売した「TOEIC L＆R TEST 出る単特急 金のフレーズ」は、その後の改訂版も含め、2018年に100万部を突破した。
2019年、「小説トリッパー」に掲載された今村夏子の小説『むらさきのスカートの女』が第161回芥川龍之介賞を受賞した。これは朝日新聞グループ史上初の芥川賞受賞である。直木三十五賞については朝日新聞社出版局時代の1999年、宮部みゆきの『理由』（刊行は1998年）が第120回直木賞を受賞している。
分社化直前の2008年から売り出した『科学漫画サバイバルシリーズ』は、巻を重ね、順調に売り上げを伸ばして年間100万部ペースとなり、2020年に累計1000万部を突破した。2022年現在1200万部。
1926年に創刊し、写真雑誌としては最も長い歴史を持つ『アサヒカメラ』は、広告収入減少により、2020年6月19日発売の同年7月号をもって休刊、94年の歴史に幕を下ろした。
『ゲッターズ飯田の五星三心占い』シリーズは、かつてセブン＆アイ出版が刊行していたが、同社の事業終了に伴い、各社が名乗りを上げ、朝日新聞出版が獲得し2020年から刊行している。同シリーズは累計800万部（2022年9月現在）。
1922年2月25日創刊で総合週刊誌として日本で最も長い歴史のある『週刊朝日』（創刊時は『旬刊朝日』、1922年4月から週刊に）が、2022年に創刊100年を迎えた。毎日新聞出版発行の『サンデー毎日』（1922年4月創刊）も創刊100年。ただし、経済系週刊誌の『週刊東洋経済』（1895年創刊）や『週刊ダイヤモンド』（1913年創刊）は週刊朝日やサンデー毎日より古い。
人気YouTuberの「リベラルアーツ大学」両学長が書いた『本当の自由を手に入れる　お金の大学』は2020年6月の発売後、2022年3月に100万部を突破した。
2023年1月、同年5月末で『週刊朝日』を休刊にすることを発表した。
2023年10月5日、科学雑誌『Newton』を出版しているニュートンプレスの全株式を取得し、子会社化したことを発表した。朝日新聞出版の前身である朝日新聞出版局はかつて『Newton』の競合誌である『科学朝日』（2000年休刊）を発行していたため、朝日新聞出版としては23年振りに科学雑誌の発行が復活することになった。

### 雑誌・定期刊行物
- AERA
- ジュニアエラ
- AERA with Kids
- 週刊朝日別冊「小説トリッパー」
- HONKOWA
- Nemuki+
- SOCCER KING（発行：フロムワン）
- 朝日新聞縮刷版（発行：朝日新聞社）
- Journalism（発行：朝日新聞社ジャーナリスト学校、書籍扱い）
- 國華（書籍扱い）
- 一冊の本（PR誌）

### 廃刊・休刊誌
- 民力
- メディカル朝日
- オートカー・ジャパン（2015年1月休刊）
- 週刊マンガ日本史
- 男の隠れ家
- 旅と鉄道（もとは鉄道ジャーナル社発行で、休刊していたものを譲受し復刊。2017年に山と渓谷社に移管、2024年4月よりイカロス出版が発行）
- アサヒカメラ
- Sesame（婦人生活社→角川・エス・エス・コミュニケーションズ→朝日新聞社）
- みんなの漢字
- 週刊朝日（2023年6月9日号を以て休刊）

以下は朝日ソノラマ（2007年9月廃業・会社清算）より継承。
- ネムキ（終刊）
- 夢幻館（休刊）→ホラー&ファンタジー倶楽部（ウェブコミック誌）に移行
- ほんとにあった怖い話（発行終了）

以下はフロムワン発行・朝日新聞出版発売。
- SOCCER KING
- Jリーグサッカーキング
- 浦和レッズマガジン（Jリーグサッカーキング増刊）
  - 2010年2月号より。なお、2010年1月号まではアスペクトが発売していた
- ワールドサッカーキング
- サムライサッカーキング（ワールドサッカーキング増刊）
  - 月刊誌時代は講談社発売。不定期刊化とともに移行
- サッカーゲームキング

### 書籍・文庫
- 朝日選書
- 朝日新書
- 朝日文庫
- HONKOWAコミックス
- Nemuki+コミックス
- ソノラマ+コミックス
- 科学漫画サバイバルシリーズ（韓国の翻訳版）
- 歴史漫画タイムワープシリーズ
- 朝日キーワード
- 「困った」シリーズ
  - スマホで困ったときに開く本
  - パソコンで困ったときに開く本
  - Word&Excelで困ったときに開く本
- FC東京オフィシャルファンブック（2010年・2011年のみ。それまでは毎日新聞東京本社出版・広告部から取り扱われていた。2012年よりクラブの直接発行となった）
- Jリーグオフィシャル書籍（2011年号より。コナミグループの出版社から発売元移行）
  - Jリーグイヤーブック（2014年をもって発売元から撤退。本そのものはJリーグ発行・直売の形で引き続きネット通販限定で出版）
  - Jリーグオフィシャルファンズガイド（2012年をもって休刊）

## ウェブメディア
- AERA dot.
- ソノラマ＋

## 不祥事とスクープ
橋下徹氏への人権侵害
『週刊朝日』2012年10月26日号が、「ハシシタ・奴の本性」と題し、橋下徹大阪市長（当時）についての連載記事第1回を掲載した（週刊朝日による橋下徹特集記事問題）。取材・執筆はノンフィクション作家佐野眞一と週刊朝日取材班（今西憲之・村岡正浩）。橋下は10月18日の記者会見で「僕のルーツを暴き出すことが目的とはっきり言明している。血脈主義ないしは身分制に通じる本当に極めて恐ろしい考え方だ」「言論の自由は保障されるべきだが、一線を越えている」と強く批判した。読者からも編集部に多数の抗議が寄せられ、同日、河畠大四編集長が謝罪のコメントを発表したが批判は収まらず、10月26日に編集長更迭。11月12日、朝日新聞社の第三者機関「報道と人権委員会」が「見出しを含め、記事及び記事作成過程を通して橋下氏の出自を根拠にその人格を否定するという誤った考えを基調としている」「部落差別を助長する表現が複数個所あり、差別されている人々をさらに苦しめるものとなっている」「報道を通じて差別や偏見などの不当な人権抑圧と闘うことを使命の一つとし、正確で偏りのない報道に努めなければならない報道機関として、あってはならない過ちである」などとする見解をまとめ、橋下市長に報告・謝罪した。第2代社長の神徳英雄が引責辞任し、青木康晋に交代した。
ワクチン接種の件
2021年5月18日、岸信夫防衛大臣は、新型コロナウイルスワクチンの自衛隊大規模接種センターの予約に関して、朝日新聞出版のAERA dot.記者と毎日新聞記者から「架空の番号でも予約が取れたが、どのように受け止めているのか」との問い合わせが防衛省にあったとして、不正な手段による予約はワクチン接種希望者の接種機会を奪い、ワクチンそのものが無駄になりかねない悪質な行為に当たると述べ、防衛省として朝日新聞出版および毎日新聞社に対して厳重に抗議すると述べた。この問題は日経BP社の「日経クロステック」もほぼ同時にスクープしたが、岸は言及しなかった。これに対し、朝日新聞出版は「取材過程における予約は情報に基づいて真偽を確かめるために必要不可欠な確認行為であり、記事にある通り、確認後にキャンセルしております。65歳以上の接種希望者の接種の機会を奪い、ワクチンを無駄にするものではありません。政府の施策を検証することは報道機関の使命であり、記事は極めて公益性の高いものと考えております」とする反論をAERA dot.に掲載した。
フリー編集者へのパワハラ
2025年04月07日、同社から委託を受けていたフリーの書籍編集者へ、同社社員が「考え方が非常識」「親の顔が見たい」とのメールを送ったほか、深夜に電話で個人情報を尋ねるなどのパワハラをしたとして、東京地方裁判所は60万円の支払いを命じた。

## 関係する人物
- 宇留間和基 - 初代社長（在任2008年4月 - 2012年6月）、元『AERA』編集長。元J-CASTニュース編集長
- 島本脩二 - 創業時の書籍統括。元小学館で矢沢永吉「成りあがり」「日本国憲法」など編集、元「SAPIO」編集長[27]
- 神徳英雄 - 第2代社長（2012年6月 - 同年11月）。元朝日新聞社取締役経営企画担当・出版担当、元同社監査役
- 一色清 - 元『AERA』編集長、元雑誌統括。元テレビ朝日「報道ステーション」コメンテーター
- 篠崎充 - 元取締役、週刊朝日の橋下徹特集記事問題で神徳社長の引責辞任後、社長代行として、中村正史社内調査委員長、尾木和晴週刊朝日編集長代行とともに3人で橋下大阪市長に面会し謝罪[28]
- 青木康晋 - 橋下徹特集記事問題後の第3代社長（2012年12月 - 2021年6月）、元会長、元『週刊朝日』編集長。9年連続黒字、過去最高益更新[29]、初の芥川賞受賞作刊行、『ゲッターズ飯田の五星三心占い』シリーズ獲得。Gakken常勤顧問、東日本国際大学副学長
- 市村友一 - 第4代社長（2021年6 月- ）、元『AERA』編集長、元朝日新聞社執行役員西部本社代表[30]。『週刊朝日』休刊、ニュートンプレス買収[31]
- 中村正史 - 元取締役、橋下徹特集記事問題の社内調査委員長として、篠崎社長代行らと橋下大阪市長に面会し謝罪[32]
- 尾木和晴 - 元『AERA』編集長、橋下徹特集記事問題後に週刊朝日編集長代行となり、篠崎社長代行らと橋下大阪市長に面会し謝罪[33]。のち常務取締役
- 山口一臣 - 元『週刊朝日』編集長。テレビコメンテーター、テックベンチャー総研CEO
- 河畠大四 - 元『週刊朝日』編集長
- 今西憲之 - 大阪をベースに『週刊朝日』などに寄稿しているフリージャーナリスト
- 浜田敬子 - 元『AERA』編集長。元Business Insider Japan統括編集長
- 森下香枝[34] - 元『週刊朝日』編集長、元AERA dot.編集長。元週刊文春のスクープ記者